# جعفر شوشتری
شیخ جعفر بن حسین بن علی شوشتری (۱۲۲۰ (قمری) - ۲۸ صفر ۱۳۰۳) یکی از فقهای مشهور شیعه از شهر شوشتر بود.

## زندگی‌نامه
او در سال ۱۲۲۰ (قمری) در شهر شوشتر متولد شد. نسب پدری او به عالم شیعه علی بن حسین نجار می‌رسد. پدر او مدتی در شهر کاظمین عراق سکونت داشت و او نیز مدتی به همراه پدر در این شهر ساکن بود. شیخ جعفر در اوایل هم مباحثهٔ علامه شیخ محمدآل یاسین بود، که در محضر شیخ عبدالنبی کاظمی و شیخ اسماعیل بن اسدالله کاظمی شاگردی نمود. او در ایام طاعون به شوشتر مراجعت کرد و پس از چندی به کربلا بازگشت و مدتی از تدریس شیخ محمدحسین اصفهانی، صاحب «فصول» و شریف‌العلماء استفاده کرد. سپس برای تحصیل علم به همراه پدرش به نجف رفت و این در زمانی بود که شیخ انصاری در رأس حوزه علمیه نجف بود. در سال ۱۲۵۵ به شوشتر بازگشت. رساله علمیه منهج الرشاد را نوشت و حسینیه‌ای در شوشتر بنا کرد. در سال ۱۲۸۷ مقبره دانیال نبی در شهر شوش به دستور شیخ جعفر شوشتری و به دست ملا حسن معمار ترمیم شد. مجدداً در سال ۱۲۹۱ قمری با خانواده اش به کربلا بازگشت و در سال ۱۳۰۲ یک سفر تاریخی به ایران داشت که از مسیر نجف، کربلا، بغداد به قصد زیارت علی بن موسی الرضا حرکت کرد و در حالی که سیزده روز از ماه رمضان باقی‌مانده بود به شهر ری در جوار مرقد حضرت عبدالعظیم وارد شد، پس از ورود به آنجا عده‌ای از علمای بزرگ تهران و امنای ناصرالدین شاه قاجار و سایر طبقات مردم به دیدار او رفتند و درخواست کردند که به تهران بیایند، او هم قبول کرد و به تهران آمد و در تهران در مسجد مروی به اقامه نماز جماعت و وعظ و ارشاد پرداخت.
شیخ جعفر یک خطیب توانا با بیانی رسا و بلیغ بود. موعظه‌ها و سخنان او آنچنان به او شهرت داده بود که فقاهت او را تحت‌الشعاع قرار داده بود. پس از مدتی چون مسجد مروی گنجایش جمعیت زیاد را نداشت ایشان به پیشنهاد شاه، به مسجد سپهسالار اقامه نماز و خطابه می‌کردند، به گفته یکی از شاگردان او، چهل هزار نفر در این جماعت شرکت می‌کردند. گفته می‌شود که ناصرالدین شاه غالباً با لباس مبدل در جلسات او حاضر می‌شد تا به خطبه‌های او گوش دهد. او در اوایل ماه شوال همان سال به طرف خراسان رفت در آنجا مریض شد، با این حال در نماز جماعت شرکت می‌کرد و مردم را موعظه می‌نمود، اثر موعظه‌های او به نحوی بود که علما و مجتهدین و مستمعین معمولاً مانند مجلس روضه، گریه و ناله می‌کردند. اقامت او در خراسان یک ماه هم کمتر شد، دوباره به تهران برگشت. از همان دهه اول و چند روز از دهه دوم محرم آن سال در تهران منبر رفت. در این ایام صدر اعظم و بسیاری از مردم به دیدار او رفتند. روزی هم ناصرالدین شاه به دیدار او رفت و به او پیشنهاد کرد که در تهران بمانند اما شیخ گفت که دوست دارم این مشت استخوان در جوار حضرت ابوتراب، به تیره تراب سپرده شود. سه فرزند پسر او بنام‌های ابراهیم، اسماعیل و محمدعلی بودند.
علامه آقابزرگ تهرانی در مورد او می‌نویسد:
«مرحوم شیخ جعفر شوشتری فرزند حسین شوشتری، از بزرگان علما و اجلاّ ء فقها و مشاهیر دانشمندان و از فراخوانان به سوی خدا ودعاة الی اللّه در عصر خود بوده‌است.»

## درگذشت
شیخ جعفر شوشتری، پس از انجام رسالت دینی و ارشاد مردم در شهرهای مختلف ایران و زیارت علی بن موسی الرضا در مشهد به شوق زیارت حرم علی بن ابی‌طالب، راه عراق را درپیش گرفت، اما در منطقه غرب کشور و مرز کنونی ایران و عراق در منطفه کرند بیمار شد و پس از چند روز، سرانجام در تاریخ ۲۸ صفر سال ۱۳۰۳، درگذشت. پیکر او به وسیله جمعی از ارادتمندان، به نجف حمل و در یکی از رواق‌های حرم علی بن ابی طالب به خاک سپرده شد. در حال حاضر در شهر شوشتر مسجد به نام مسجد شیخ جعفر شوشتری وجود دارد.

## تالیفات
- منهج الرشاد که رساله علمیه شیخ به زبان فارسی است.
- الخصائص الحسینیه، پاره‌ای از اخبار مصائب و کنایات آثار ائمه در آن تألیف نموده‌است.
- مجالس المواعظ، حاصل چهارده مجلس در سال ۱۲۹۷ در نجف اشرف.
- فوائد المشاهد و نتایج المقاصد. این کتاب حاصل ۵۹ مجلس از مواعظ مرحوم شیخ است که در سالیان آخر عمر شریفش در کربلا و نجف و کاظمین ایراد کرده‌است.
- اصول دین.
- دمع العین.
- لوائح اللواحین.
- فیوضات مسعودیه.
- الدر النضید فی خصایص الحسین الشهید.

## همایش بزرگداشت
مراسم بزرگداشت وی در بهمن سال ۱۳۸۹ ه‍.ش در زادگاهش شوشتر برگزار شد. در این همایش پیامهای از وزیر ارشاد سید محمد حسینی و سبحانی قرائت شد.